# Delfo Cabrera
Delfo Cabrera (2. april 1919 i Armstrong i provinsen Santa Fe – 2. august 1981) var en argentinsk langdistanceløber. 
Under OL 1948 i London vandt han guldmedaljen i et dramatisk maratonløb. Det var Cabreras første deltagelse i en  større international sammenhæng. Etienne Gailly fra Belgien dominerede gennem de meste af løbet, og og førte næsten til målstregen. Kun 400 meter før mål faldt Gailly, rejste sig , men segnede om igen. Det hele mindede om Dorando Pietris dramatiske afslutning 40 år tidligere. Cabrera og Thomas Richards fra Storbritannien klarede at passere foran, og Cabrera vandt 16 sekunder foran Richards.
Delfo Cabrera døde af skader han pådrog sig i en bilulykke i 1981.